# Tome VI : Live 1977
Albums de Ange
Par les fils de Mandrin
(1976) Guet-apens
(1978)
Tome VI est un album enregistré en public du groupe français de rock progressif Ange. Il est réalisé en 1977 sur le label Disques Philips.

## Historique

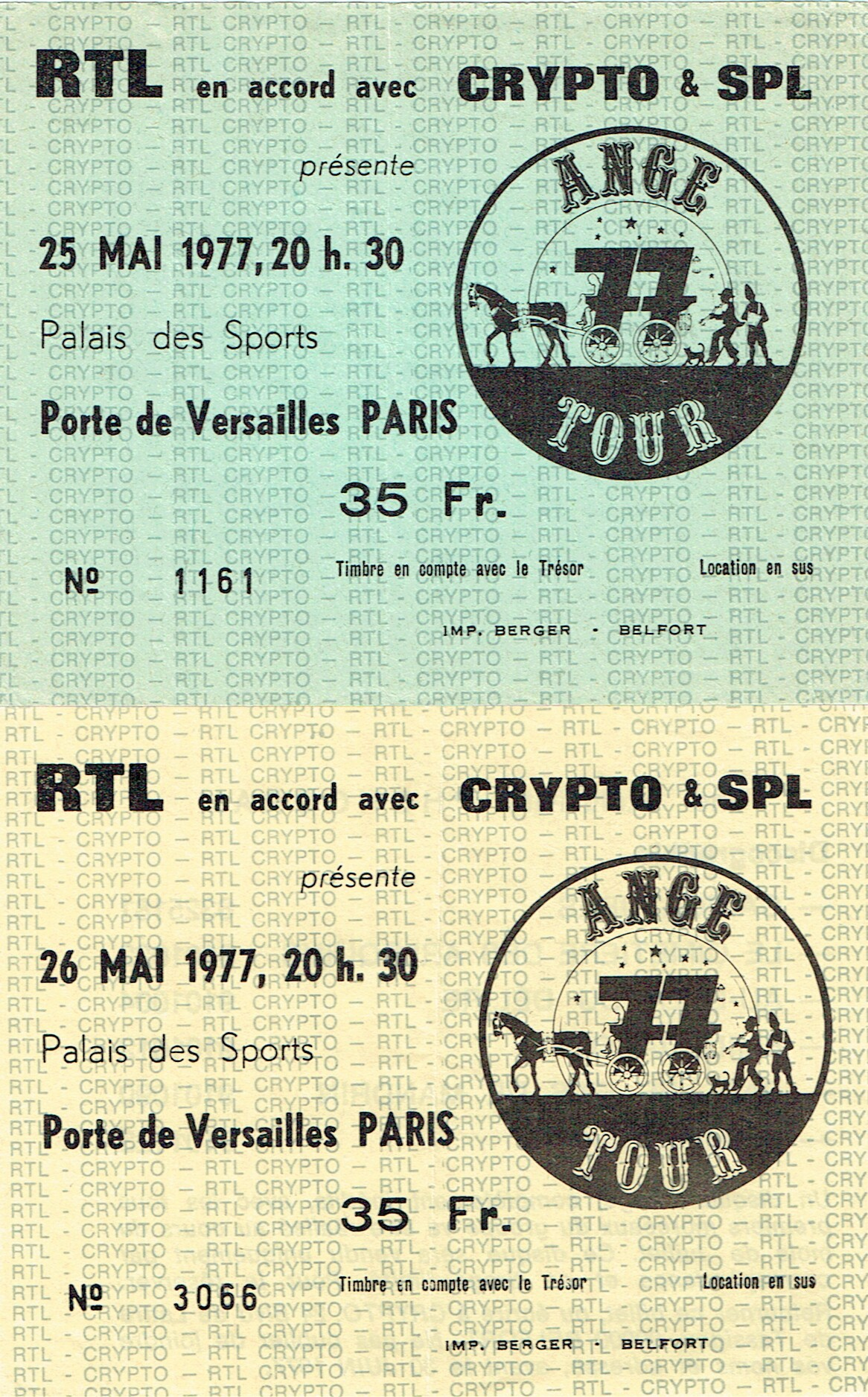
Billets de concert de Ange les 25 et 26 Mai 1977 au Palais des sports de Paris.

L'album, est enregistré les 25 et 26 mai 1977 au Palais des sports de Paris lors de la tournée de promotion de l'album Par les fils de Mandrin. Il contient un titre inédit signé par les frères Décamps et chanté par le claviériste Francis, Le Chien, la poubelle et la rose. À la fin de cette tournée, le guitariste Jean-Michel Brézovar et le bassiste Daniel Haas quittent le groupe.
L'album entre dans les charts français le 16 décembre 1977 et y restera classé pendant huit semaines, atteignant la 29e place.

## Titres
| Disque 1 Face 1 | Disque 1 Face 1           | Disque 1 Face 1                          | Disque 1 Face 1 | Disque 1 Face 1 | Disque 1 Face 1 | Disque 1 Face 1 | Disque 1 Face 1 | Disque 1 Face 1 | Disque 1 Face 1 |
| No              | Titre                     | Auteur                                   | Durée           |                 |                 |                 |                 |                 |                 |
| --------------- | ------------------------- | ---------------------------------------- | --------------- | --------------- | --------------- | --------------- | --------------- | --------------- | --------------- |
| 1.              | Fils de lumière           | Christian Décamps / Francis Décamps      | 4:35            |                 |                 |                 |                 |                 |                 |
| 2.              | Les Longues Nuits d'Isaac | Christian Décamps / Francis Décamps      | 4:29            |                 |                 |                 |                 |                 |                 |
| 3.              | Ballade pour une orgie    | Christian Décamps / Jean-Michel Brezovar | 4:40            |                 |                 |                 |                 |                 |                 |
| 4.              | Ode à Émile               | Christian Décamps / Jean-Michel Brezovar | 3:47            |                 |                 |                 |                 |                 |                 |
| 17:31           |                           |                                          |                 |                 |                 |                 |                 |                 |                 |

| Disque 1 Face 2 | Disque 1 Face 2 | Disque 1 Face 2                     | Disque 1 Face 2 | Disque 1 Face 2 | Disque 1 Face 2 | Disque 1 Face 2 | Disque 1 Face 2 | Disque 1 Face 2 | Disque 1 Face 2 |
| No              | Titre           | Auteur                              | Durée           |                 |                 |                 |                 |                 |                 |
| --------------- | --------------- | ----------------------------------- | --------------- | --------------- | --------------- | --------------- | --------------- | --------------- | --------------- |
| 1.              | Dignité         | Christian Décamps / Francis Décamps | 15:53           |                 |                 |                 |                 |                 |                 |
| 15:53           |                 |                                     |                 |                 |                 |                 |                 |                 |                 |

| Disque 2 Face 1 | Disque 2 Face 1                  | Disque 2 Face 1                     | Disque 2 Face 1 | Disque 2 Face 1 | Disque 2 Face 1 | Disque 2 Face 1 | Disque 2 Face 1 | Disque 2 Face 1 | Disque 2 Face 1 |
| No              | Titre                            | Auteur                              | Durée           |                 |                 |                 |                 |                 |                 |
| --------------- | -------------------------------- | ----------------------------------- | --------------- | --------------- | --------------- | --------------- | --------------- | --------------- | --------------- |
| 1.              | Le Chien, la poubelle et la rose | Christian Décamps / Francis Décamps | 13:14           |                 |                 |                 |                 |                 |                 |
| 2.              | Sur la trace des fées            | Christian Décamps / Francis Décamps | 5:12            |                 |                 |                 |                 |                 |                 |
| 18:26           |                                  |                                     |                 |                 |                 |                 |                 |                 |                 |

| Disque 2 Face 2 | Disque 2 Face 2             | Disque 2 Face 2                          | Disque 2 Face 2 | Disque 2 Face 2 | Disque 2 Face 2 | Disque 2 Face 2 | Disque 2 Face 2 | Disque 2 Face 2 | Disque 2 Face 2 |
| No              | Titre                       | Auteur                                   | Durée           |                 |                 |                 |                 |                 |                 |
| --------------- | --------------------------- | ---------------------------------------- | --------------- | --------------- | --------------- | --------------- | --------------- | --------------- | --------------- |
| 1.              | Hymne à la vie - Cantique   | Christian Décamps / Jean-Michel Brezovar | 5:24            |                 |                 |                 |                 |                 |                 |
| 2.              | Hymne à la vie - Procession | Christian Décamps / Jean-Michel Brezovar | 5:24            |                 |                 |                 |                 |                 |                 |
| 3.              | Hymne à la vie - Hymne      | Christian Décamps / Jean-Michel Brezovar | 3:02            |                 |                 |                 |                 |                 |                 |
| 4.              | Ces gens-là                 | Jacques Brel                             | 6:02            |                 |                 |                 |                 |                 |                 |
| 19:52           |                             |                                          |                 |                 |                 |                 |                 |                 |                 |

## Musiciens
- Christian Décamps : chant, piano, orgue Hammond
- Francis Décamps : orgue, mellotron, effets spéciaux, chœurs, chant principal sur Le Chien, la poubelle et la rose.
- Daniel Haas : basse, guitare acoustique
- Jean-Michel Brézovar : guitare solo
- Jean-Pierre Guichard : batterie, percussions

## Équipe technique
- Alan Perkins assisté de Henri Loustau : prise de son
- Michel Le Floch, Herbé Lochet et Philippe Puig : mixage au Studio des Dames
- Philippe Étournaud : photos pochette recto-verso
- Jean-Yves Legras : photo pochette intérieure